# Tulipa agenensis
Espèce
Classification phylogénétique
Tulipa agenensis, la Tulipe d'Agen, est une espèce géophyte de la famille des Liliacées. C'est l'une des tulipes qu'on trouve à l'état sauvage en Europe.

## Description
Tulipes rouges, dites d'Agen, c'est une espèce protégée.

## Répartition et habitat
Cette espèce est originaire du nord-ouest de l'Iran. Elle a connu un grand succès comme plante ornementale dans la Perse médiévale, puis à partir du XVIe siècle ses bulbes ont fait l'objet d'un commerce dans l'empire Ottoman et en Europe. Cette espèce est de nos jours largement répartie dans la moitié sud de l'Europe, en Turquie, dans les pays du Levant ainsi qu'en Tunisie. Elle est donc introduite et non indigène dans la majeure partie son aire actuelle, mais son introduction étant relativement ancienne on l'a considérée comme indigène en Europe jusqu'à récemment.
En France, on la trouve plus particulièrement en Lot-et-Garonne et plus rarement dans les autres départements d'Aquitaine et les régions de Midi-Pyrénées et Provence-Alpes-Côte d'Azur.
En Europe et dans le Bassin méditerranéen, elle est surtout devenue une plante messicole, qu'on trouve en particulier dans les vergers, les vignes et les oliveraies, plus occasionnellement dans les prairies sèches, les garrigues, les bois clairs et les bordures des champs.

## Liste des sous-espèces
Selon World Checklist of Selected Plant Families (WCSP) (21 mai 2013) :
- Tulipa agenensis Redouté (1804)

Selon Tropicos (21 mai 2013) (attention liste brute contenant possiblement des synonymes) :
- sous-espèce Tulipa agenensis subsp. boissieri (Regel) Feinbrun
- sous-espèce Tulipa agenensis subsp. sharonensis (Dinsm.) Feinbrun

## Dénominations
Ce taxon porte en français les noms vernaculaires ou normalisés suivants : 
- Tulipe d'Agen[6],[7] ;
- Tulipe de Lortet[7] ;
- Tulipe méridionale[7] ;
- Tulipe œil-de-soleil[6],[7] ;
- Tulipe précoce[7].

## Systématique
Le nom correct complet (avec auteur) de ce taxon est Tulipa agenensis Redouté.
Tulipa agenensis a pour synonymes :

- Tulipa acuminata Vahl
- Tulipa acuminata Vahl ex Hornem.
- Tulipa acutiflora Poir.
- Tulipa agenensis subsp. boissieri (Regel) Feinbrun
- Tulipa agenensis subsp. sharonensis (Dinsm.) Feinbrun
- Tulipa aleppica Boiss. & Hausskn.
- Tulipa aleppica Boiss. & Hausskn. ex Baker
- Tulipa apula Guss.
- Tulipa apula Guss. ex Ten.
- Tulipa aximensis E.P.Perrier & Songeon
- Tulipa boissieri Regel
- Tulipa dammanii Regel
- Tulipa foxiana Reboul
- Tulipa gesneriana var. foxii (Reboul) Rchb.
- Tulipa gesneriana var. raddii (Reboul) Rchb.
- Tulipa harmonia Sprenger
- Tulipa harmonia Sprenger ex Wittm.
- Tulipa heliophthalma St.-Lag.
- Tulipa hexagonata Borbás
- Tulipa libanotica Regel
- Tulipa lortetii Jord.
- Tulipa maleolens subsp. martelliana (Levier) Nyman
- Tulipa maleolens Reboul
- Tulipa martelliana Levier
- Tulipa oculus-solis subsp. lortetii (Jord.) Nyman
- Tulipa oculus-solis var. lortetii (Jord.) Baker
- Tulipa oculus-solis var. maleolens (Reboul) Regel
- Tulipa oculus-solis var. praecox Regel
- Tulipa oculus-solis var. strangwaysii Regel
- Tulipa oculus-solis St.-Amans
- Tulipa oculus-solis St.-Amans ex DC.
- Tulipa planifolia var. aximensis (E.P.Perrier & Songeon) P.Fourn.
- Tulipa praecox subsp. foxiana (Reboul) K.Richt.
- Tulipa praecox subsp. lortetii (Jord.) K.Richt.
- Tulipa praecox subsp. raddii (Reboul) K.Richt.
- Tulipa praecox var. foxiana (Reboul) Levier
- Tulipa praecox var. foxii Reboul
- Tulipa praecox var. hexagonata (Borbás) Levier
- Tulipa praecox var. lortetii (Jord.) Douin
- Tulipa praecox var. raddii (Reboul) Reboul
- Tulipa praecox Ten.
- Tulipa raddii Reboul
- Tulipa sharonensis Dinsm.
- Tulipa strangwaysiana Reboul
- Tulipa strangwaysiana Reboul ex Baker
- Tulipa veneris A.D.Hall